# Olof Skoog

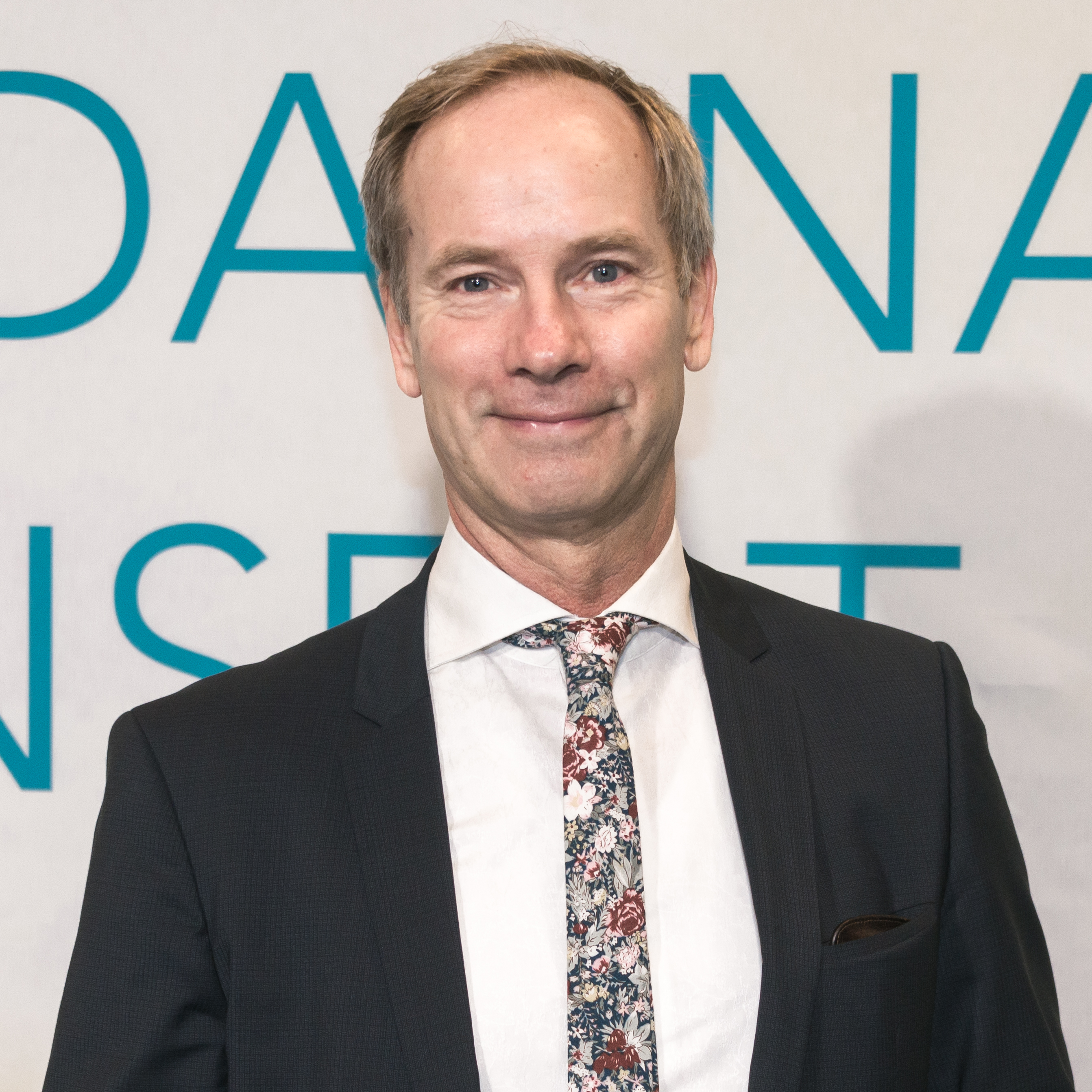
Olof Skoog (2019)

Björn Olof Skoog (* 6. September 1962) ist ein schwedischer Diplomat. Er ist seit März 2025 stellvertretender Generalsekretär des Europäischen Auswärtigen Diensts.

## Werdegang
Skoog arbeitete bei der Organisation für Sicherheit und Zusammenarbeit in Europa in Wien, als Botschafter bei der schwedischen UN-Vertretung in New York und von 2000 bis 2004 als schwedischer Botschafter in Kolumbien.
Skoog war auch schwedischer Botschafter in Venezuela, Ecuador und Panama und als EU-Botschafter in Indonesien, Brunei und ASEAN tätig. Von März 2015 bis 2019 war er Ständiger Vertreter Schwedens bei den Vereinten Nationen und zwischen Januar 2017 und Juli 2018 Präsident des Sicherheitsrates der Vereinten Nationen. Von Dezember 2019 bis Dezember 2023 war er Delegationsleiter der Europäischen Union bei den Vereinten Nationen in New York. Von März 2024 bis einschließlich Februar 2025 war er EU-Sonderbeauftragter für Menschenrechte. Ihm folgte Kajsa Ollongren nach. Im März 2025 wurde Skoog zum stellvertretenden Generalsekretär des Europäischen Auswärtigen Diensts ernannt.

## Privates
Er ist mit der schwedischen Diplomatin Johanna Brismar verheiratet. Das Paar hat vier Kinder.